# Schafbrunnen (Zürich)

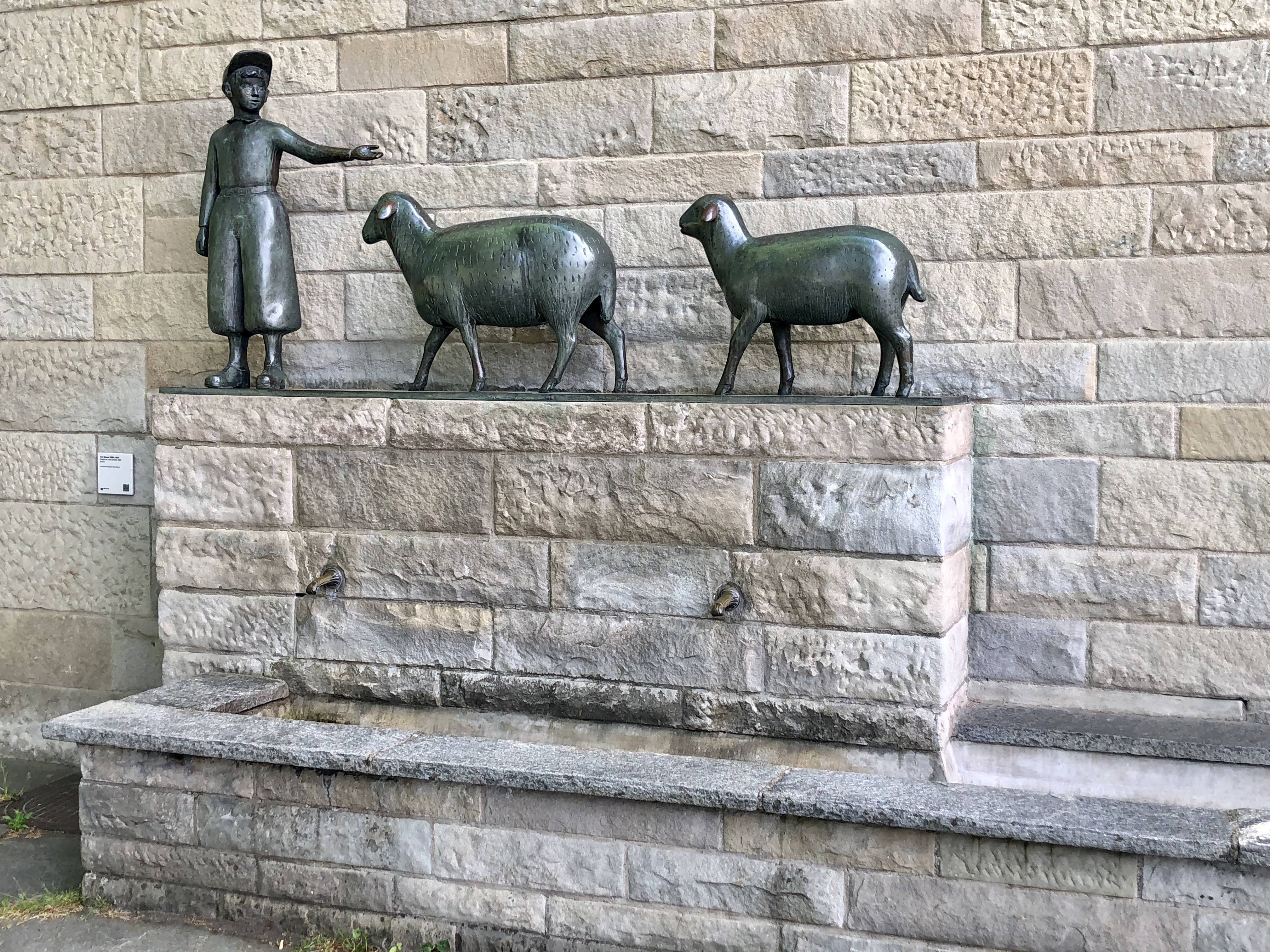
Schafbrunnen in Zürich

Der Brunnen «Knabe mit zwei Schafen» steht in Zürich-Schwamendingen (Schweiz) auf dem Gelände der Schule Probstei an der Stettbachstrasse.
Die Figurengruppe wurde 1950 vom Schweizer Bildhauer Karl Geiser geschaffen. Der an einer Wand angebrachte Röhrenbrunnen ist mit einem einfachen Brunnenbecken versehen. Die auf einem Sockel stehende Figurengruppe ist aus Bronze gegossen. Die Schafe und der Junge sind eher stilisiert dargestellt.
Karl Geiser, damals schon einer der bekanntesten Bildhauer der Schweiz, wurde beauftragt, für das von 1946 bis 1951 erbaute Unter- und Mittelstufenschulhaus Probstei eine Brunnenplastik zu schaffen. Vermutlich war ihm die Wahl des Motivs freigestellt. Mit seiner Figurengruppe «Knabe mit zwei Schafen» nahm er auf die ländliche Umgebung Bezug, in der die Schulanlage zu Beginn der 1950er-Jahre noch stand. Zahlreiche Aufnahmen von Schafen und einem Knaben mit ausgestrecktem Arm in Geisers Nachlass dokumentieren, wie er sich auf die Plastik vorbereitete.
Offenbar soll Karl Geiser, der damals auch an grösseren öffentlichen Aufträgen arbeitete, über diese Arbeit «unglücklich» gewesen sein. Weshalb, ist nicht bekannt. Die Figurengruppe fügt sich jedoch gut in die Schulanlage ein.